# Dyrekcja Ceł „Lwów”
Okręgowa Dyrekcja Ceł „Lwów” – organ celny  II Rzeczypospolitej.
Dyrekcja Ceł „Lwów” powołana została rozporządzeniem Rady Ministrów z 11 października 1922 roku. W jego skład wchodziły cztery wydziały: administracyjny, postępowania celnego, rachunkowości i kontroli fachowej. Za sprawy służby granicznej odpowiedzialny był wydział administracyjny, a za sprawy postępowania celnego wydział celny. Do 1927 roku dyrekcja posiadała kompetencje nadzoru ochrony polskiej granicy państwowej przez jednostki Straży Celnej na terenie byłego zaboru austriackiego.
Swoim zasięgiem obejmowała rejon ówczesnych województw: tarnopolskiego i stanisławowskiego, lwowskiego i krakowskiego.  Nadzorowano osiem inspektoratów Straży Celnej, którym podlegało 37 komisariatów i 197 placówek. 
Z dniem 1 listopada 1927 roku Inspektorat Straży Celnej „Zaleszczyki” został rozwiązany, a jego rejon odpowiedzialności został przekazany batalionowi KOP „Borszczów”. W związku z utworzeniem Straży Granicznej w kwietniu 1928 roku, na bazie jednostek granicznych podporządkowanych Dyrekcji Ceł we Lwowie utworzono Małopolski Inspektorat Okręgowy Straży Granicznej z siedzibą w Sanoku.

## Inspektoraty Straży Celnej podległe lwowskiej Dyrekcji Ceł
Dyrekcji podlegało osiem Inspektoratów Straży Celnej, 70 wyższych i 1914 niższych funkcjonariuszy:
- Inspektorat Straży Celnej „Żywiec”
- Inspektorat Straży Celnej „Sącz”
- Inspektorat Straży Celnej „Dukla”
- Inspektorat Straży Celnej „Sambor”
- Inspektorat Straży Celnej „Dolina”
- Inspektorat Straży Celnej „Worochta”
- Inspektorat Straży Celnej „Śniatyn”
- Inspektorat Straży Celnej „Zaleszczyki”